# Athetis excaecata
Athetis excaecata är en fjärilsart som beskrevs av Costantini 1911. Athetis excaecata ingår i släktet Athetis och familjen nattflyn. Inga underarter finns listade i Catalogue of Life.